# زمین‌لرزه ۲۰۲۵ میانمار
در ۲۸ مارس ۲۰۲۵ در ساعت ۱۲:۵۰:۵۴ به وقت محلی (۰۶:۲۰:۵۴ UTC)، زمین‌لرزه‌ای به قدرت ۷٫۷ ریشتر ناحیه زاگاین میانمار با کانونی نزدیک به ماندالی، دومین شهر بزرگ کشور را لرزاند. شوک گسلی امتداد لغز به حداکثر شدت مرکالی اصلاح شده IX (خشن) دست یافت. این قوی‌ترین زمین‌لرزه‌ای بود که میانمار را از زمان زمین‌لرزه ۱۹۱۲ می‌میو با قدرت ۷٫۹ ریشتر رخ داد. این زمین‌لرزه خسارات قابل توجهی را در میانمار و در همسایگی تایلند وارد کرد.
این زمین‌لرزه منجر به مرگ بیش از ۵٬۳۵۰ نفر در میانمار، ۵۱ نفر در تایلند شد و یک نفر در ویتنام شد. همچنین ۸۲۰ نفر همچنان مفقود هستند. تعداد زخمی‌ها بیش از ۶٬۶۲۰ نفر گزارش شده است. صدها نفر دیگر مفقود شده‌اند، از جمله در محل یک ساختمان در حال ساخت در بانکوک که به دلیل زمین‌شناسی کم‌ژرفا، به لرزه‌های زمین‌لرزه از فواصل دور حساس‌تر است و آگاهی کم از این مسئله، آسیب‌پذیری شهر را در برابر تأثیرات زمین‌لرزه افزایش داده است. تا ۲۸ مارس، مقامات وضعیت اضطراری اعلام کردند و انتظار دارند تعداد کشته‌ها افزایش یابد. جنگ داخلی جاری در میانمار دشواری امدادرسانی را بیشتر کرده است. این زمین‌لرزه مرگبارترین زمین‌لرزه در میانمار از زمان زمین‌لرزه باگو در سال ۱۹۳۰ بوده و دومین زمین‌لرزه مرگبار در تاریخ این کشور محسوب می‌شود.

## محیط تکتونیکی
میانمار بین چهار صفحه تکتونیکی قرار گرفته است - صفحات هند، اوراسیا، سوندا و برمه که به دلیل فرآیندهای زمین‌شناسی فعال با هم تعامل دارند. در امتداد سواحل غربی جزایر کوکو، در سواحل راخین، و به بنگلادش، یک مرز همگرای بسیار مورب وجود دارد که به مگاتراست سوندا معروف است. این گسل بزرگ مرز بین صفحات هند و برمه را مشخص می‌کند. ابر رانش از بستر دریا در بنگلادش بیرون می‌آید، جایی که به موازات و شرق تپه‌های چین امتداد دارد. این مرز به سمت شمال میانمار ادامه می‌یابد، جایی که به شرق هیمالیا ختم می‌شود.
یک گسل تبدیل به طول ۱۴۰۰ کیلومتر (۸۷۰ مایل) از میانمار می‌گذرد و مرکز گسترش آندامان را به منطقه برخورد در شمال متصل می‌کند. این گسل که گسل ساگاینگ نامیده می‌شود، مرزی بین صفحات برمه و سوندا است که با فاصله ۱۸ تا ۴۹ میلی‌متر (۰٫۷۱ تا ۱٫۹۳ اینچ) در سال از کنار یکدیگر می‌لغزند. این بزرگ‌ترین و فعال‌ترین منبع زمین لرزه میانمار است که از شهرهای بزرگ مانند یانگون، نایپیداو و ماندالی می‌گذرد یا نزدیک آن است. زمین لرزه‌های بزرگ و مخرب در امتداد این گسل در سال‌های ۱۹۳۱ (Ms ۷/۵)، ۱۹۴۶ (Mw ۷٫۳ و ۷٫۷)، ۱۹۵۶ (Ms ۷/۰)، ۱۹۹۱ (Mw ۶/۹) و ۲۰۱۲ (Mw ۶/۹) رخ داده است. بزرگی زمین‌لرزه‌های روی گسل ساگینگ در سراسر منطقه گسل متفاوت است، از Mw ۷/۰ تا ۸٫۰ فاصله عود نیز بسته به محل در امتداد گسل متفاوت است. بخش‌های جنوبی آن که در سال ۱۹۳۰ پاره شد دارای دوره‌های بازگشت ۱۰۰ تا ۱۵۰ ساله بر اساس مطالعات دیرینه‌سیسم‌شناسی است.
زلزله‌های مخرب برای قرن‌ها این منطقه را تحت تأثیر قرار داده‌اند، اما تحقیقات آکادمیک محدودی برای درک ویژگی‌های لرزه‌شناسی آنها وجود دارد. بیشتر زمین لرزه‌های میانمار، از جمله رویدادهای بزرگ و گسیختگی سطح، به خوبی درک نشده‌اند. زمین لرزه بزرگ ۸/۵–۸/۸ مگاوات در سال ۱۷۶۲ بخشی از ساندا را در سواحل راخین پاره کرد. این زمین لرزه ممکن است به دلیل فرورانش صفحه هند در زیر صفحه برمه در امتداد مگاتراست ایجاد شده باشد. بقایای صفحه فرورانش شده هند در زیر مرکز میانمار نیز باعث زمین لرزه‌های درون تخته ای می‌شود. زلزله سال ۱۹۷۵ باگان به دلیل گسل معکوس در صفحه هند در عمق متوسط رخ داد.